# Камаров, Дженбай
Дженбай Камаров (20 марта 1924 — 21 июля 1997) — командир отделения роты автоматчиков 422-го стрелкового полка (170-я стрелковая Речицкая ордена Суворова дивизия, 42-й стрелковый корпус, 48-я армия, 1-й Белорусский фронт), участник Великой Отечественной войны, кавалер ордена Славы трёх степеней.

## Биография
Родился 20 марта 1924 года в кишлаке Чубай, ныне кишлак Лолазор в составе района Лахш района республиканского подчинения в Таджикистане. Из семьи крестьянина. Киргиз. Беспартийный. Окончил 7 классов. Трудился в колхозе.
В Красную армию был призван в сентябре 1942 года Джиргитальским районным военкоматом Гармской области Таджикской ССР. В действующей армии на фронтах Великой Отечественной войны с октября 1942 года. В 1943 году воевал на Северо-Западном и Центральном фронтах. Летом 1943 года был снайпером, впервые отличился в Орловской наступательной операции на Курской дуге. Тогда был награждён своей первой наградой — медалью «За отвагу».
Автоматчик 422-го стрелкового полка (170-я стрелковая дивизия, 48-я армия, 1-й Белорусский фронт) красноармеец Дженбай Камаров во время наступательных боёв 15 февраля 1944 года в районе села Михайловка Парического района Полесской области Белорусской ССР (ныне в составе Светлогорского района Гомельской области Белоруссии) одним из первых ворвался в траншею противника и огнём из автомата уничтожил 3 гитлеровцев, а затем при преследовании противника гранатой подбил автомобиль.
За образцовое выполнение боевых заданий командования на фронте борьбы с немецкими захватчиками и проявленные при этом доблесть и мужество приказом по 415-й стрелковой дивизии № 48-н от 25 февраля 1944 года красноармеец Камаров Дженбай награждён орденом Славы 3-й степени.
На следующий день после награждения, 26 февраля 1944 года, был ранен. После излечения вернулся в свой полк. Автоматчик 422-го стрелкового полка (подчинённость та же) ефрейтор Дженбай Камаров вновь отличился в ходе Белорусской стратегической наступательной операции. При прорыве немецкой обороны 26 июня 1944 года по левому берегу реки Друть у села Близнецы (Рогачёвский район Гомельской области) первым ворвался в немецкую траншею, увлекая за собой бойцов. В яростной схватке в траншее лично истребил огнём из автомата 8 солдат и 2 офицеров.
За образцовое выполнение боевых заданий командования на фронте борьбы с немецкими захватчиками и проявленные при этом доблесть и мужество приказом войскам 48-й армии № 402/н от 10 июля 1944 года ефрейтор Камаров Дженбай награждён орденом Славы 2-й степени.
Командир отделения роты автоматчиков того же полка, дивизии и армии (3-й Белорусский фронт) старший сержант Д. Камаров вновь отличился в Восточно-Прусской наступательной операции. 8 февраля 1945 года во время прорыва обороны в районе города Фрауенбург в Восточной Пруссии (ныне город Фромборк, Варминьско-Мазурское воеводство, Польша), стремительно преодолев проволочные заграждения и минное поле, во главе отделения ворвался в траншею противника и в траншейном бою лично уничтожил 5 гитлеровцев. Его отделение уничтожило 12 немецких солдат и захватило зенитную пушку. Преследуя врага, одним из первых ворвался в Фрауенбург. Лично гранатами уничтожил пулемётную точку в подвале каменного здания, при этом взорвав 2 пулемётчиков. Был ранен, но поле боя не покинул до полного освобождения города.
За образцовое выполнение боевых заданий командования на фронте борьбы с немецкими захватчиками и проявленные при этом доблесть и мужество Указом Президиума Верховного Совета СССР от 19 апреля 1945 года старший сержант Камаров Дженбай награждён орденом Славы 1-й степени.
В январе 1946 года старшина Д. Камаров был демобилизован. Вернулся в родной кишлак. С 1946 года работал в колхозе имени Н. С. Хрущёва: бухгалтер, заведующий фермой, бригадир участка, заведующий отделом связи. С 1973 года работал в оросительной бригаде совхоза «Намуна». С ноября 1977 года — на пенсии, но и после этого много лет работал заведующим библиотекой в родном кишлаке.
Депутат Джиргитальского районного совета депутатов трудящихся 9 и 12 созывов.
Жил в кишлаке Чубай (Лолазор). Скончался 21 июля 1997 года. Похоронен в родном кишлаке Лолазор района Лахш в Таджикистане.

## Награды
- орден Отечественной войны I степени (11.03.1985)[3]
- орден Славы I степени(19.4.1945)[4]
- орден Славы II степени(10.7.1944)[5]
- орден Славы III степени (25.02.1944)
  - медали, в том числе:
  - «За отвагу» (4.08.1943)[6]
  - «За отвагу» (27.06.1944)[7]
  - «За победу над Германией в Великой Отечественной войне 1941—1945 гг.» (1945)[8]

## Память
- Колхоз кишлака Лолазор переименован в колхоз имени Дженбая Камарова